# Brownsville (Pensilvania)
Brownsville es un borough ubicado en el condado de Fayette en el estado estadounidense de Pensilvania. En el año 2000 tenía una población de 2.804 habitantes y una densidad poblacional de 1.080 personas por km².

## Geografía
Brownsville se encuentra ubicado en las coordenadas 40°1′12″N 79°53′22″O / 40.02000, -79.88944

## Demografía
Según la Oficina del Censo en 2000 los ingresos medios por hogar en la localidad eran de $18,559 y los ingresos medios por familia eran $32,662. Los hombres tenían unos ingresos medios de $31,591 frente a los $21,830 para las mujeres. La renta per cápita para la localidad era de $13,404. Alrededor del 34.3% de la población estaba por debajo del umbral de pobreza.